# Le National (Côte d'Ivoire)
Pour les articles homonymes, voir Le National.
Le National est un journal quotidien ivoirien créé en août 1998 et disparu dans la première moitié des années 2010.

## Historique
Laurent Tapé Koulou, ancien huissier de justice passé par la prison, crée Le National en août 1998, à Abidjan, après la disparition de l'hebdomadaire Le Bélier, dont il est aussi le fondateur. Il bénéficie pour cela du financement du président de la République d'alors, Henri Konan Bédié.
Le National se distingue rapidement par une ligne éditoriale xénophobe, accusant près d'un tiers de la population ivoirienne d'être étrangère et de nuire aux Ivoiriens. Vivement opposé à Alassane Ouattara, l'un des candidats à la succession du président d'alors Henri Konan Bédié, Laurent Tapé Koulou indique ainsi en décembre 1999 à Libération : « sur 100 manifestants pour Ouattara, 90 sont des étrangers sans carte de séjour. »
Le journal combat ensuite la courte présidence de Robert Guéï (1999-2000), puis se rallie à Laurent Gbagbo. Le 20 juin 2001, le domicile de Laurent Tapé Koulou fait l'objet d'une incursion de deux hommes armés, qui tuent la sœur de l'intéressé et un ami de la famille.
Le National s'en prend également violemment aux homosexuels et à la communauté musulmane,.
Laurent Tapé Koulou meurt en août 2010 ; Le National ne lui survit pas.

## Diffusion
En 2003, sa diffusion moyenne est d'environ 10 000 exemplaires, ce qui en fait l'un des titres de presse les plus lus.